# Échalote grise
Variété
Classification APG III (2009)
L'échalote grise, Allium oschaninii 
est une espèce de plante vivace du genre Allium de la famille des Amaryllidacées. Cette espèce d'échalote se distingue davantage de l'oignon (Allium cepa) que l'échalote "commune" (Allium cepa L. var. aggregatum) qui appartient à la même espèce que l'oignon. 

## Description
Ses feuilles sont cylindriques et creuses, retombantes et d'un vert plus clair que les échalotes communes. 
La hampe florale montre un renflement court situé au tiers inférieur. L'ombelle comprend de nombreuses fleurs et quelques bulbilles. Les fleurs étoilées et gris vert ont des pétales étroits munis d'une bande verte. 
L'échalote grise forme des bulbes souterrains allongés et arqués. Les tuniques extérieures des bulbes sont soudées entre elles, formant une coque coriace de couleur gris fauve (d'où leur nom). Dénudés, ils sont verts, lavés de violet. Leur chair est rose violacée. Leur teneur en matière séche est sensiblement plus élevée que celle de l'échaloté commune (30-35 % contre 18 % au plus pour Allium cepa).
Les racines sont épaisses et persistantes.

## Origine et répartition

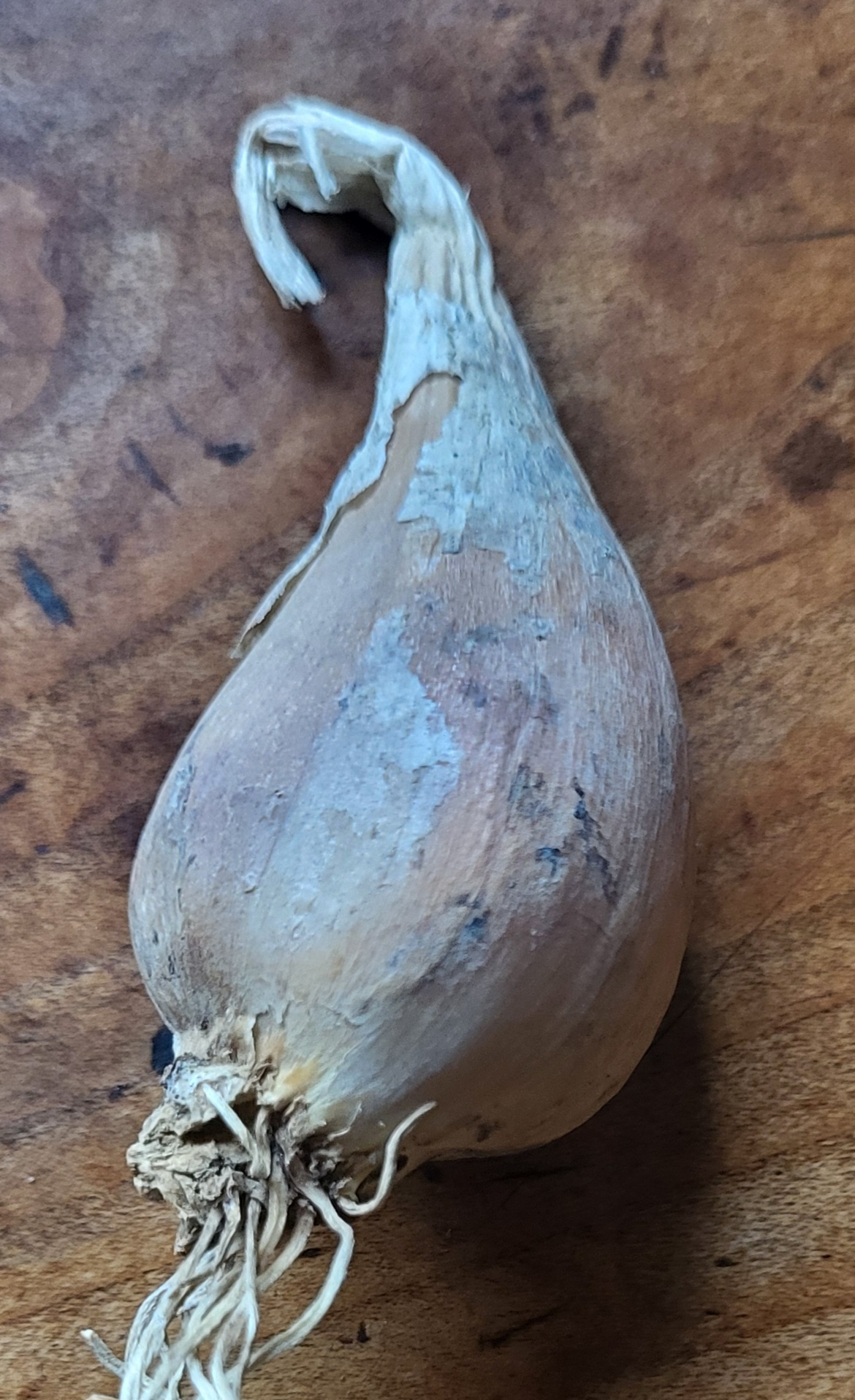
Caïeu de la variété d'échalote grise Griselle.

À l'état sauvage Allium oschaninii est répandu dans le Pamir (Tadjikistan, Ouzbékistan, Kirghizistan) ainsi qu'en Afghanistan et dans le Nord-est de l'Iran. Il est proche mais différent d'Allium vavilovii avec lequel il ne se croise pas.

## Usage
L'échalotte grise à une saveur à la fois forte et très typée. Elle est considérée par ses amateurs comme la seule «vraie échalote».
Elle est produite en France pour ses qualités culinaires surtout dans le sud, le centre-ouest et l'est ainsi qu'en Italie en Romagne.
Les formes cultivées ne doivent représenter que quelques clones. Parmi ceux-ci un cultivar dévirosé «Griselle», obtenu en France par l'INRA, permet de produire des bulbes un peu plus gros.
Les échalotes grises récoltées au mois d'aout ne se conservent pratiquement pas au-delà de décembre. Le cultivar «Grisor» est un croisement de Griselle et d'une échalote de type Jersey afin de prolonger sa durée de conservation (7-8 mois).
Dans les vinaigrettes, elles sont très appréciées notamment avec les huitres. Cuites, elles entrent dans la composition de nombreuses sauces pour accompagner les poissons et les viandes.

## Systématique
Le nom correct complet (avec auteur) de ce taxon est Allium oschaninii O.Fedtsch..
Ce taxon porte en français les noms vernaculaires ou normalisés suivants : echalote grise, Grise de la drome,, échalote grise, griselle.
Allium oschaninii a pour synonyme :
- Allium cepa var. sylvestre Regel